# Saison 1988-1989 du Stade Malherbe Caen
Chronologie
Saison précédente Saison suivante
En 1988-1989, le Stade Malherbe de Caen évolue pour la première fois de son histoire en première division.
L'entraîneur de la montée Mankowski s'en va, remplacé par Robert Nouzaret. Malherbe doit faire face à de nombreux départs (Prieur, Pécout, Scipion, Nikolic, etc.) et compense par les arrivées de Jean-François Domergue et des anglais Graham Rix et Brian Stein.
Si après six défaites d'entrée, on ne donne pas cher des caennais, dotés avec 30 millions de francs du plus faible budget de Division 1, ceux-ci démontrent des vertus morales insoupçonnées. Avec l'aide d'un Stade de Venoix plein à craquer, Caen arrache son maintien in extremis en arrachant trois victoires lors des trois derniers matchs, notamment à Bordeaux, où menés 2-0 à la mi-temps, les caennais l'emportent grâce à un triplé de la révélation Fabrice Divert.

## Transferts

### Arrivées
| Nom                    | Poste     | Nationalité sportive       | Transfert | Provenance             |
| ---------------------- | --------- | -------------------------- | --------- | ---------------------- |
| Jean-François Domergue | défenseur | France                     | transfert | Olympique de Marseille |
| Graham Rix             | milieu    | Angleterre                 | transfert | Arsenal FC             |
| Brian Stein            | attaquant | Angleterre- Afrique du Sud | transfert | Luton Town             |
| Pape Fall              | défenseur | Sénégal                    | prêt      | Olympique de Marseille |
| Rudi Garcia            | milieu    | France                     | transfert | Lille OSC              |
| William N'Jo Léa       | attaquant | Cameroun                   | transfert | RC Lens                |
| José Pastinelli        | défenseur | France                     | prêt      | Olympique de Marseille |
| Alain Zemb             | attaquant | France                     | transfert | CS Louhans-Cuiseaux    |

### Départs
| Nom               | Poste     | Nationalité sportive | Transfert | Destination           |
| ----------------- | --------- | -------------------- | --------- | --------------------- |
| Philippe Prieur   | attaquant | France               | transfert | US Valenciennes-Anzin |
| Bruno Scipion     | défenseur | France               | transfert | Havre AC              |
| Éric Pécout       | attaquant | France               | transfert | Tours FC              |
| Slavoljub Nikolić | milieu    | Yougoslavie          | transfert | AS Nancy-Lorraine     |
| Ratko Dostanić    | défenseur | Yougoslavie          | transfert | Le Mans UC            |
| Philippe Delval   | défenseur | France               | arrêt     |                       |

## Effectif

### Joueurs utilisés
| Joueur             | D1     | D1   |
| Joueur             | Matchs | Buts |
| ------------------ | ------ | ---- |
| Michel Bensoussan  | 24     | 0    |
| Philippe Montanier | 14     | 0    |

| Joueur                 | D1 | D1 |
| Joueur                 | M  | B  |
| ---------------------- | -- | -- |
| Éric Bala              | 30 | 0  |
| Jean-François Domergue | 38 | 5  |
| Pape Fall              | 27 | 0  |
| Jean-Pierre Avrillon   | 37 | 0  |
| Daniel Léopoldès       | 22 | 0  |
| José Pastinelli        | 19 | 0  |

| Joueur           | D1 | D1 |
| Joueur           | M  | B  |
| ---------------- | -- | -- |
| Rudi Garcia      | 14 | 1  |
| Olivier Pichard  | 3  | 0  |
| Franck Dumas     | 38 | 3  |
| Hervé Florès     | 10 | 0  |
| Christophe Point | 23 | 2  |
| Graham Rix       | 35 | 5  |

| Joueur           | D1 | D1 |
| Joueur           | M  | B  |
| ---------------- | -- | -- |
| Brian Stein      | 15 | 6  |
| Yvan Lebourgeois | 36 | 3  |
| Fabrice Divert   | 31 | 14 |
| William N'Jo Léa | 11 | 0  |
| Alain Zemb       | 2  | 0  |

## Les rencontres de la saison

### Championnat de première division
| Date       | Journée | Adversaire             | Lieu | Score | Buteurs SMC          | Class. | Public |
| ---------- | ------- | ---------------------- | ---- | ----- | -------------------- | ------ | ------ |
| 16/07/1988 | 1re     | AS Cannes              | Ext. | 2 - 0 |                      | 19e    | 7 000  |
| 23/07/1988 | 2e      | FC Nantes              | Dom. | 2 - 3 |                      | 19e    | 9 297  |
| 27/07/1988 | 3e      | FC Metz                | Ext. | 1 - 0 |                      | 20e    | 9 774  |
| 30/07/1988 | 4e      | AS Monaco FC           | Dom. | 0 - 3 |                      | 20e    | 11 483 |
| 06/08/1988 | 5e      | Montpellier HSC        | Dom. | 0 - 1 |                      | 20e    | 8 923  |
| 13/08/1988 | 6e      | Paris Saint-Germain    | Ext. | 3 - 0 |                      | 20e    | 9 398  |
| 17/08/1988 | 7e      | SC Toulon              | Dom. | 2 - 1 |                      | 19e    | 8 959  |
| 20/08/1988 | 8e      | AJ Auxerre             | Ext. | 3 - 0 |                      | 20e    |        |
| 27/08/1988 | 9e      | LOSC Lille Métropole   | Dom. | 2 - 1 |                      | 19e    | 8 972  |
| 03/09/1988 | 10e     | Toulouse FC            | Ext. | 0 - 0 |                      | 18e    | 10 948 |
| 10/09/1988 | 11e     | FC Sochaux-Montbéliard | Dom. | 0 - 0 |                      | 18e    | 13 257 |
| 17/09/1988 | 12e     | AS Saint-Etienne       | Ext. | 1 - 1 |                      | 18e    | 8 618  |
| 21/09/1988 | 13e     | OGC Nice               | Dom. | 2 - 1 | Rix, Divert          | 17e    | 10 361 |
| 01/10/1988 | 14e     | RC Strasbourg          | Ext. | 1 - 2 |                      | 17e    | 6 224  |
| 08/10/1988 | 15e     | RC Paris               | Dom. | 1 - 1 |                      | 16e    | 12 647 |
| 15/10/1988 | 16e     | Olympique de Marseille | Ext. | 4 - 2 |                      | 17e    | 25 862 |
| 29/10/1988 | 17e     | Stade lavallois        | Dom. | 1 - 1 |                      | 17e    | 11 522 |
| 05/11/1988 | 18e     | RC Lens                | Ext. | 5 - 0 |                      | 17e    | 5 610  |
| 12/11/1988 | 19e     | Girondins de Bordeaux  | Dom. | 3 - 0 |                      | 16e    | 13 355 |
| 26/11/1988 | 20e     | FC Nantes              | Ext. | 3 - 1 |                      | 16e    | 9 000  |
| 03/12/1988 | 21e     | FC Metz                | Dom. | 0 - 0 |                      | 15e    | 8 861  |
| 10/12/1988 | 22e     | AS Monaco FC           | Ext. | 3 - 1 |                      | 16e    | 3 600  |
| 14/12/1988 | 23e     | Montpellier HSC        | Ext. | 1 - 0 |                      | 17e    | 5 000  |
| 17/12/1988 | 24e     | Paris Saint-Germain    | Dom. | 0 - 1 |                      | 17e    | 12 962 |
| 04/02/1989 | 25e     | SC Toulon              | Ext. | 1 - 0 |                      | 18e    | 4 867  |
| 11/12/1988 | 26e     | AJ Auxerre             | Dom. | 1 - 0 |                      | 17e    | 8 779  |
| 18/02/1989 | 27e     | LOSC Lille Métropole   | Ext. | 1 - 1 |                      | 18e    | 7 717  |
| 21/02/1989 | 28e     | Toulouse FC            | Dom. | 3 - 0 | Dumas, Rix, Divert   | 17e    | 6 835  |
| 11/03/1989 | 29e     | FC Sochaux-Montbéliard | Ext. | 1 - 0 |                      | 18e    | 5 000  |
| 18/03/1989 | 30e     | AS Saint-Etienne       | Dom. | 2 - 3 |                      | 18e    | 14 016 |
| 25/03/1989 | 31e     | OGC Nice               | Ext. | 5 - 0 |                      | 19e    | 4 751  |
| 01/04/1989 | 32e     | RC Strasbourg          | Dom. | 3 - 3 | Domergue, Divert (2) | 19e    | 8 120  |
| 12/04/1989 | 33e     | RC Paris               | Ext. | 3 - 1 | Stein                | 19e    | 4 729  |
| 22/04/1989 | 34e     | Olympique de Marseille | Dom. | 0 - 0 |                      | 19e    | 12 899 |
| 06/05/1989 | 35e     | Stade lavallois        | Ext. | 1 - 1 | Garcia               | 19e    | 15 523 |
| 13/05/1989 | 36e     | RC Lens                | Dom. | 1 - 0 | Divert               | 19e    | 7 963  |
| 20/05/1989 | 37e     | Girondins de Bordeaux  | Ext. | 2 - 3 | Divert(3)            | 18e    | 12 000 |
| 31/05/1989 | 38e     | AS Cannes              | Dom. | 3 - 0 | Stein (3)            | 16e    | 13 400 |

### Coupe de France
| Date                   | Tour          | Adversaire    | Lieu      | Score  | Buteurs SMC     | Public |
| ---------------------- | ------------- | ------------- | --------- | ------ | --------------- | ------ |
| samedi 25 février 1989 | 32e de finale | Saint-Gaudens | Pau       | 0-4    | Domergue, Stein | 1 403  |
| mercredi 22 mars 1989  | 16e aller     | Dunkerque     | Caen      | 1-0    | Divert          | 4 493  |
| mercredi 29 mars 1989  | 16e retour    | Dunkerque     | Dunkerque | 0-0    |                 |        |
| samedi 8 avril 1989    | 8e aller      | Beauvais      | Beauvais  | 1-0    |                 | 6 438  |
| samedi 15 avril 1989   | 8e retour     | Beauvais      | Caen      | 1-3 ap | Garcia          | 6 514  |